# Kwasi Kwarteng
Kwasi Kwarteng, rodným jménem Akwasi Addo Alfred Kwarteng (* 26. května 1975 Londýn) je britský politik, od května 2010 člen parlamentu za Spelthorne. V letech 2021–2022 byl ministrem obchodu, energetiky a průmyslové strategie ve vládě Borise Johnsona a od září do října 2022 ministrem financí v krátce existující vládě Liz Trussové.
Kwarteng se narodil v Londýně ghanským rodičům a vystudoval Eton College a Trinity College v Cambridge. Před kandidaturou do Dolní sněmovny pracoval jako sloupkař pro deník The Daily Telegraph a finanční analytik. Jako backbencher se Kwarteng podílel na řadě článků a knih, mimo jiné After the Coalition a Britannia Unchained.
V listopadu 2018 byl Kwarteng Theresou Mayovou jmenován parlamentním státním podtajemníkem pro odchod z Evropské unie. Poté, co Mayová v roce 2019 rezignovala, podpořil Kwarteng kandidaturu Borise Johnsona na post vůdce Konzervativní strany. Po Johnsonově jmenování předsedou vlády jmenoval Kwartenga ministrem obchodu, energetiky čistého růstu. V lednu 2021 byl Kwarteng povýšen do funkce ministra obchodu, energetiky a průmyslové strategie, kterou zastával po celou dobu Johnsonova premiérství.
Po Johnsonově rezignaci v roce 2022 podpořil Kwarteng kandidaturu Liz Trussové na post vůdkyně Konzervativní strany. Po jmenování Trussové předsedkyní vlády jmenovala Kwartenga ministrem financí. Stal se tak prvním ministrem financí černé pleti. Kwarteng byl 14. října po 38 dnech z funkce ministra financí odvolán, čímž se stal druhým nejkratší dobu sloužícím ministrem financí. Jeho nástupcem se stal Jeremy Hunt.

## Mládí a vzdělání
Akwasi Addo Alfred Kwarteng se narodil 26. května 1975 v londýnském obvodě Waltham Forest jako jediné dítě Alfreda K. Kwartenga a Charlotte Boaitey-Kwarteng, kteří v 60. letech 20. století emigrovali z Ghany. Jeho matka je barristerkou a otec ekonomem.
Po nástupu na státní základní školu ve Waltham Forest navštěvoval Kwarteng nezávislou přípravnou školu Colet Court v Londýně. Poté Kwarteng nastoupil na Eton College, kde se stal královským stipendistou. Na Trinity College v Cambridgi studoval klasická studia a historii a v roce 1993 složil maturitní zkoušku. V roce 1995 byl členem týmu, který vyhrál soutěžní pořad BBC University Challenge. Rok byl Kennedyho stipendistou na Harvardově univerzitě a poté v roce 2000 získal titul Ph.D. z hospodářských dějin na Univerzitě v Cambridgi.

## Počátky kariéry
Předtím, než se stal členem parlamentu, pracoval Kwarteng jako sloupkař pro deník The Daily Telegraph a jako finanční analytik ve firmě JPMorgan Chase a ve WestLB a hedgeovém fondu Odey Asset Management. Napsal knihu Ghosts of Empire o odkazu Britského impéria, kterou v roce 2011 vydalo nakladatelství Bloomsbury Publishing. Spolu s Jonathanem Dupontem napsal v roce 2011 také knihu Gridlock Nation o příčinách a řešeních dopravních zácp ve Spojeném království.

## Politické názory
Kwarteng je považován za člena pravicového křídla Konzervativní strany a je členem skupiny Free Enterprise Group.

### Rasové otázky a kolonialismus
Kwartengovy názory na kolonialismus popsala autorka serveru PoliticsHome jako „nuancované“ a uvedla, že moderní zobrazení historických událostí je třeba brát v historickém kontextu: „Myslím, že by se lidé měli dívat na historii s trochu větší pokorou a trochu kritičtěji. Je velmi těžké nemít spoustu předsudků a spoustu pevně zakořeněných názorů“.
Na otázku, co si myslí o odstraňování soch a památníků z dob Britského impéria, včetně sochy obchodníka s otroky Edwarda Colstona, Kwarteng označil tyto činy za „akty vandalismu“. V rozhovoru Kwarteng uvedl, že mnozí stoupenci hnutí Black Lives Matter a kritici britského imperialismu mají „karikaturní pohled“ na minulost, a vyslovil se pro větší pochopení složitosti britské historie. Reakce na jeho postoje k otázkám rasismu a kolonialismu se pohybovaly od podpory až po odpor. Dne 26. září 2022 byla členka Labouristické strany Rupa Huq suspendována poté, co Kwartenga v reakci na jeho komentáře označila za „povrchně černého“.

### Ekonomické otázky
V srpnu 2012 napsal Kwarteng společně se čtyřmi konzervativními politiky včetně Liz Trussové knihu s názvem Britannia Unchained. V knize se vyjadřuje kriticky k sociálnímu státu.

## Osobní život
Kwarteng je přáteli popisován jako „velmi uzavřený“ člověk. V minulosti měl vztah s bývalou ministryní vnitra Amber Rudd. V prosinci 2019 se oženil s právničkou Harriet Edwards. V roce 2021 se jim narodila dcera. Žil v Bayswateru a v lednu 2022 si koupil dům v Greenwichi. Je členem Garrick Clubu.

## Dílo
- KWARTENG, Kwasi. Ghosts of empire : Britain's legacies in the modern world. Londýn: Bloomsbury Publishing, 2011. Dostupné online. ISBN 978-1-4088-2290-6. OCLC 904756788
- KWARTENG, Kwasi; PATEL, Priti; RAAB, Dominic, Chris Skidmore, Liz Trussová. After the Coalition. Londýn: Biteback, 2011. Dostupné online. ISBN 978-1-84954-212-8. OCLC 771875676
- KWASI, Kwarteng; JONATHAN, Dupont. Gridlock nation : why Britain's transport systems are heading towards gridlock and what we can do to stop it. Londýn: Biteback, 2011. Dostupné online. ISBN 978-1-84954-112-1. OCLC 751663991
- KWARTENG, Kwasi; PATEL, Priti; RAAB, Dominic, Chris Skidmore, Liz Trussová. After the Coalition. Londýn: Palgrave Macmillan, 2012. ISBN 9781137032232. OCLC 809314985
- KWARTENG, Kwasi. War and gold : a five-hundred-year history of empires, adventures and debt. Londýn: Bloomsbury Publishing, 2014. Dostupné online. ISBN 978-1-4088-4815-9. OCLC 872709558
- KWARTENG, Kwasi. Thatcher's trial : six months that defined a leader. Londýn: Bloomsbury Publishing, 2015. Dostupné online. ISBN 978-1-4088-5917-9. OCLC 919896895